# Motte Flachenhof
Die Motte Flachenhof ist eine als Bodendenkmal eingetragene Burgruine in Langenfeld-Immigrath und geht auf eine mittelalterliche Turmhügelburg (Motte) zurück.

## Lage
Die Motte in der Nähe des Bauernhofs Flachenhof liegt südwestlich des Schnittpunktes der Bahnstrecke Mülheim-Speldorf–Troisdorf sowie der A 542.

## Beschreibungen und Berichte
Die älteste Erwähnung von 1894 stammt aus Die Kunstdenkmäler der Rheinprovinz des Autors Paul Clemen. Rolf Müller zitiert ihn mit den Worten: „Nördlich von Immigrath, 20 Schritt von der Bahn, im Busch eine Wallburg, 'am Knochenberg' oder 'alte Burg' genannt, ein ungefähr rechteckiger Hügel von 80 bis 100 Schritt Seitenlänge, mit Wall und versumpftem Graben umgeben. Die Steine vom Wall durch den Besitzer erst vor 15 Jahren abgefahren“, also etwa 1879. Richtigerweise müsste es „südlich von Immigrath“ oder „nördlich von Reusrath“ heißen.
Im Jahre 1949 besichtigte Rafael von Uslar vom Rheinischen Landesmuseum Bonn die Anlage zwischen Knochenberg und Hardt in der Flur Am Burgberg. Er fasste seine Eindrücke wie folgt zusammen: „Dicht westlich der Eisenbahnlinie Immigrath-Opladen ungefähr 950 m südöstlich des trigonometrischen Punktes P.53,09 liegt am Südrand eines mit Gestrüpp bestandenen sumpfigen Ödlandstreifens am Nordrand eines Feldweges ein nur zur Hälfte erhaltener, aus sandigem Kies aufgeschütteter Rundhügel von etwa 20 m im Durchmesser und 2,5 m Höhe. Irgendwelche Kultureinschlüsse und dergleichen ließen sich im Profil nicht beobachten. Der Hügel wird auf der erhaltenen Seite von einem noch wassergefüllten Graben umgeben, in den ein weiterer Graben mündet, der wohl zu der im Gestrüpp nicht übersehbaren einstigen Vorburg gehören dürfte.“
Und im Jahre 1955 berichtet Heinz Müller von der Burg, sie habe „bis vor wenigen Jahren noch über einen gut erhaltenen Wallgraben und einen quadratischen, aufgeschütteten, mitten im Sumpf gelegenen Sandhügel (etwa 10 × 10 m) verfügt“. Der Burgruine schrieb er zudem die Sage vom versunkenen Schloss zu. Auch Rolf Müller hielt diese Motte für den Ort, an den die Sage gebunden sei (Zu den Sagen selbst siehe: Hapelrath). Unabhängig von solchen Überlegungen hat sich bis heute die Flurbezeichnung Am Burggraben sowie in Immigrath der Name Burgstraße erhalten. Um 1985 an der Burgruine gefundene Scherben bezeugen überdies eine Besiedlung dieses Platzes bis in das 12. Jahrhundert hinein.
Die Motte Flachenhof zeigt sich heute, wie sie 1949 der Mitarbeiter des Amtes für Bodendenkmalpflege beschrieb, nämlich als ein nur zur Hälfte erhaltener Hügel von etwa 20 Metern im Durchmesser, der auf der der Bahn zugewandten Seite noch von einem Wassergraben umgeben ist. In diesen mündet ein weiterer Graben an der Autobahnseite ein (die es damals noch nicht gab), der offenbar die Vorburg umgeben haben dürfte. Allerdings zeigen aktuelle Bilder der Burg aus den Wintermonaten, dass diese Vorburg inzwischen vollständig eingeebnet ist. Zufluss erhalten die Gräben durch den Blockbach, auch wenn die Anlage in sehr trockenen Sommern völlig trockenfallen kann. 
Herauszustellen ist zudem aus der Beschreibung Clemens’ der Hinweis, dass diese Burg Alte Burg genannt wurde. Und tatsächlich existiert auch mit der Dückeburg in nur etwa einem Kilometer Entfernung eine ehemalige gemauerte Wasserburg jüngeren Datums. Deshalb darf die Motte Flachenhof wohl als die Vorgängerin der Dückeburg gelten, vergleichbar der Motte Schwanenmühle im Verhältnis zu Haus Graven in Wiescheid. Denn charakteristisch ist, dass nicht weit von den Motten in der Regel jüngere Wasserburgen und feste Höfe entstanden. Darüber hinaus wurden Reste einer solchen Turmhügelburg in der Nähe des dritten bekannten Rittersitzes in Langenfeld, dem Gut Langfort, entdeckt.

## Zum versunkenen Schloss
Wie oben bereits angeführt, schrieben sowohl Heinz Müller sowie ihm folgend Rolf Müller der Motte Flachenhof die Sage vom versunkenen Schloss zu. Zum Teil wird auch vertreten, dass sich eine nur wenige 100 Meter südlich gelegene Anlage mit einem Sandhügel sich besser als der Ort der Sage eigne. Es existiert ein Bericht über eine in den 1950er Jahren im Bereich der Vorburg gefundene, geschnitzte weibliche Heiligenfigur. Allerdings ist die Figur den Schatzgräbern inzwischen wieder abhangenkommen